# Selezione di rugby a 13 Altre Nazionalità
La selezione di rugby a 13 Altre Nazionalità è stata una selezione internazionale di rugby a 13 attiva dal 1904 fino al 1975. Creata nel 1904 in occasione della partita inaugurale dell'Inghilterra, questa selezione era originariamente formata da giocatori gallesi e scozzesi. Successivamente, con l'evolversi del gioco del rugby, hanno cominciato a giocarvi anche giocatori irlandesi, sudafricani, australiani e neozelandesi impegnati nel campionato inglese. Altre Nazionalità giocava indossando una maglietta verde.
Durante gli anni "Altre Nazionalità" è stata impegnata in una lunga serie di partite contro l'Inghilterra. Tra gli anni 1949 e 1956, ovvero nel periodo in cui questa selezione ha disputato il Campionato europeo, Altre Nazionalità ha affrontato anche il Galles e la Francia. Nel 1965 la selezione Altre Nazionalità, durante il tour neozelandese in Gran Bretagna, ha affrontato la Nuova Zelanda a Londra venendo sconfitta 15-7.
Nel 1975, quando le singole nazionali hanno cominciato a diventare maggiormente competitive, la selezione Altre Nazionalità è diventata ridondante ed è stata quindi disciolta.

## Palmarès
- Campionato europeo: 2

1953, 1956